# ستيف جيمس (مغني)
ستيف جيمس (بالإنجليزية: Steve James)‏ هو عازف مندولين ومغني وكاتب أغاني أمريكي، ولد في 15 يوليو 1950.

## وصلات خارجية
- ستيف جيمس على موقع ميوزك برينز (الإنجليزية)
- ستيف جيمس على موقع أول ميوزيك (الإنجليزية)
- ستيف جيمس على موقع ديسكوغز (الإنجليزية)